# Gordon West
Pour les articles homonymes, voir West.
Gordon West, né le 24 avril 1943 à Darfield (Angleterre), et mort le 10 juin 2012, est un footballeur anglais, qui évoluait au poste de gardien de but à Everton et en équipe d'Angleterre.
West n'a marqué aucun but lors de ses trois sélections avec l'équipe d'Angleterre entre 1968 et 1969.

## Carrière
- 1960-1962 : Blackpool
- 1962-1973 : Everton
- 1976-1979 : Tranmere Rovers

## Palmarès

### En équipe nationale
- 3 sélections et 0 but avec l'équipe d'Angleterre entre 1968 et 1969.

### Avec Everton
- Vainqueur du Championnat d'Angleterre de football en 1963 et 1970.
- Vainqueur de la Coupe d'Angleterre de football en 1966.
- Vainqueur du Charity Shield en 1963 et 1970.
- Finaliste de la Coupe d'Angleterre de football en 1968.